# Ułanowo
Ułanowo (niem. Uhlenhorst) – wieś w Polsce położona w województwie wielkopolskim, w powiecie gnieźnieńskim, w gminie Kłecko.
W latach 1975–1998 miejscowość administracyjnie należała do województwa poznańskiego.

## Historia
Ułanowo było wsią rycerską należącą do rodu Sulimów. Najstarsza odnotowana pisemna wzmianka o miejscowości pochodzi z 1387 roku. Wieś należała wówczas do parafii w Kłecku. W 1441 roku miejscowość oddawała dziesięcinę do kościoła w Sokolnikach. W Ułanowie znajduje się zabytkowy XIX. wieczny dwór, pokryty dachem naczółkowym. W północnej części wsi (tzw. Folwark) znajdują się pozostałości cmentarza ewangelickiego z resztkami nagrobków.